# ويليام فرنسيس باتلر
ويليام فرنسيس باتلر (بالإنجليزية: William Butler) (و. 1838 – 1910 م) هو مؤلف، وكاتب سير، وضابط من المملكة المتحدة لبريطانيا العظمى وأيرلندا، توفي عن عمر يناهز 72 عاماً.

## مناصب
تولى منصب عضو مجلس الملكة الخاص بأيرلندا (1909–7 يونيو 1910)
- ياور، فيكتوريا ملكة المملكة المتحدة.

## الخدمة العسكرية
خدم في الجيش البريطاني.

## جوائز
حصل على جوائز منها:
- جائزة المنافسة العامة  [لغات أخرى]‏ (1946)
- قائد الفنون والآداب